# 物部神社 (柏崎市)

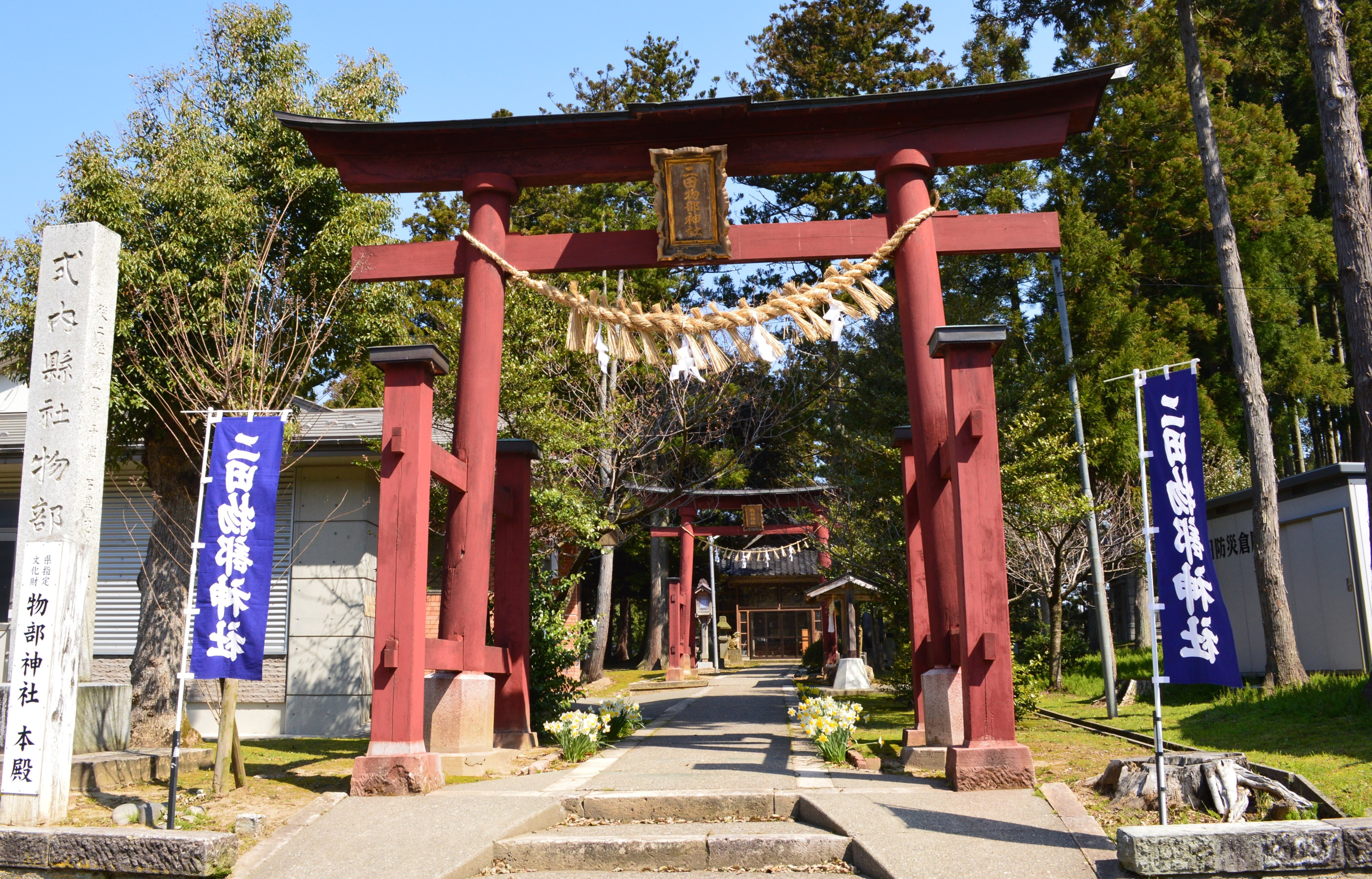
鳥居

物部神社（もののべじんじゃ）は、新潟県柏崎市西山町二田（ふただ）にある神社。式内社、越後国二宮で、旧社格は県社。社名は「二田物部神社」「二田神社」とも。

## 祭神
祭神は次の3柱。
主祭神
- 二田天物部命 （ふたたのあめのもののべのみこと）
『先代旧事本紀』のうち「天神本紀」[原 1]では、ニギハヤヒ（饒速日命）の天降りに供奉した「天物部等二十五部人」の筆頭に「二田物部」の記載が見える[3]。また、「天孫本紀」[原 2]ではウマシマジ（宇摩志麻治命）は「天物部」を率いて逆賊の討伐にあたったという[2]。
『新撰姓氏録』（弘仁6年（815年））では右京の未定雑姓に「二田物部」として「神饒速日天降之時従者。二田天物部之後也」の記載が見える[2][3]。
『神道集』では、本地仏を阿弥陀如来とする[4]。

配祀神
- 物部稚桜命 （もののべちざくらのみこと） - 明治40年（1907年）合祀の若宮神社祭神。
- 健御名方命 （たけみなかたのみこと） - 明治40年（1907年）合祀の諏訪神社祭神。

『越後野志』では祭神をウマシマジ（宇摩志麻治命）とするが、『特選神名牒』ではこれを付会として二田天物部命を妥当とする。

## 歴史

### 創建・伝承
社伝（江戸時代の『二田宮伝記』）によれば、祭神・二田天物部命は天香山命（越後国一宮の彌彦神社祭神）に従って高志国（越国）に来臨したという。そして石地（現・柏崎市西山町石地）で天香語山命と別れたのち、多岐佐加の二田を献上する者がいたので、その地に居を定めて里を「二田」と称したと伝える。また、二田天物部命は二田の土生田（はにゅうだ）の高陵に葬られたという。
また社伝では、当社の社地は数回の移転を繰り返したという。それぞれの遷座は次の通り。
- 崇神天皇年間、12世孫・物部稚桜命が社を石地浜から南大崎へ遷す、着船の丘を「船岡山」とする。
- 推古天皇年間（593年-628年）、亀岡山の中腹へ。
- 神亀年間（724年-729年）、土生田岡へ。
- 弘仁年間（810年-824年）、亀岡山の山頂へ。
- 天仁元年（1108年）、亀岡山麓の現社地へ。

亀岡山の旧跡は明徳年間（1390年-1393年）の古図に見え、この図には山頂の奥宮に至るまでに大小多数の堂宇のあった様子が記されている。

### 概史
社伝では、延暦14年（795年）に坂上田村麻呂が祈願し、三島郡を神領に定めたという。
延長5年（927年）成立の『延喜式』神名帳では、越後国三島郡に「物部神社」と記載されて式内社に列している。その後、院政期の文書では当社は「二田社」として見え、知行国主が二田社神主の補任権を有していた様子が記されている。
その後の動向は不明で、中世に入り『神道集』に「二宮両田大菩薩申、亦土生国大明神名」と見える。この「両田」とは「二田」であり、この記述から当社は越後国の二宮であったとされる。当社が二宮に列していたことは、16世紀以降の起請文に「弥彦大明神・二田大明神」として、一宮の彌彦神社（西蒲原郡弥彦村）と並び称された様子にも見える。なお『神道集』の「亦土生国大明神名」の記述に関連して、前述のように当社の祭神は土生田山に葬られたという伝承がある。
大永6年（1526年）には室町幕府第12代将軍・足利義晴から三島郡から3,500貫を神領として授けられたが、天正年間（1573年-1592年）にこれらの神領は没収された。天正10年（1582年）には当地を治めた上杉景勝から周辺6村から計1,070石の寄進がなされたが、慶長3年（1598年）に景勝が会津に移ったことに伴い衰退した。慶長16年（1611年）には越後に入った松平忠輝から50石の寄進を受け、慶安元年（1648年）には江戸幕府第3代将軍・徳川家光から朱印地は50石に改められた。
明治4年（1871年）に近代社格制度では村社に列したが、大正12年（1923年）に県社に昇格した。明治40年（1907年）には若宮神社・諏訪神社を合祀した。

### 神職
神職は三島家。この三島家は、ニギハヤヒの天降りに従った「五物部」のうちの二田物部の末裔であるという。

## 境内

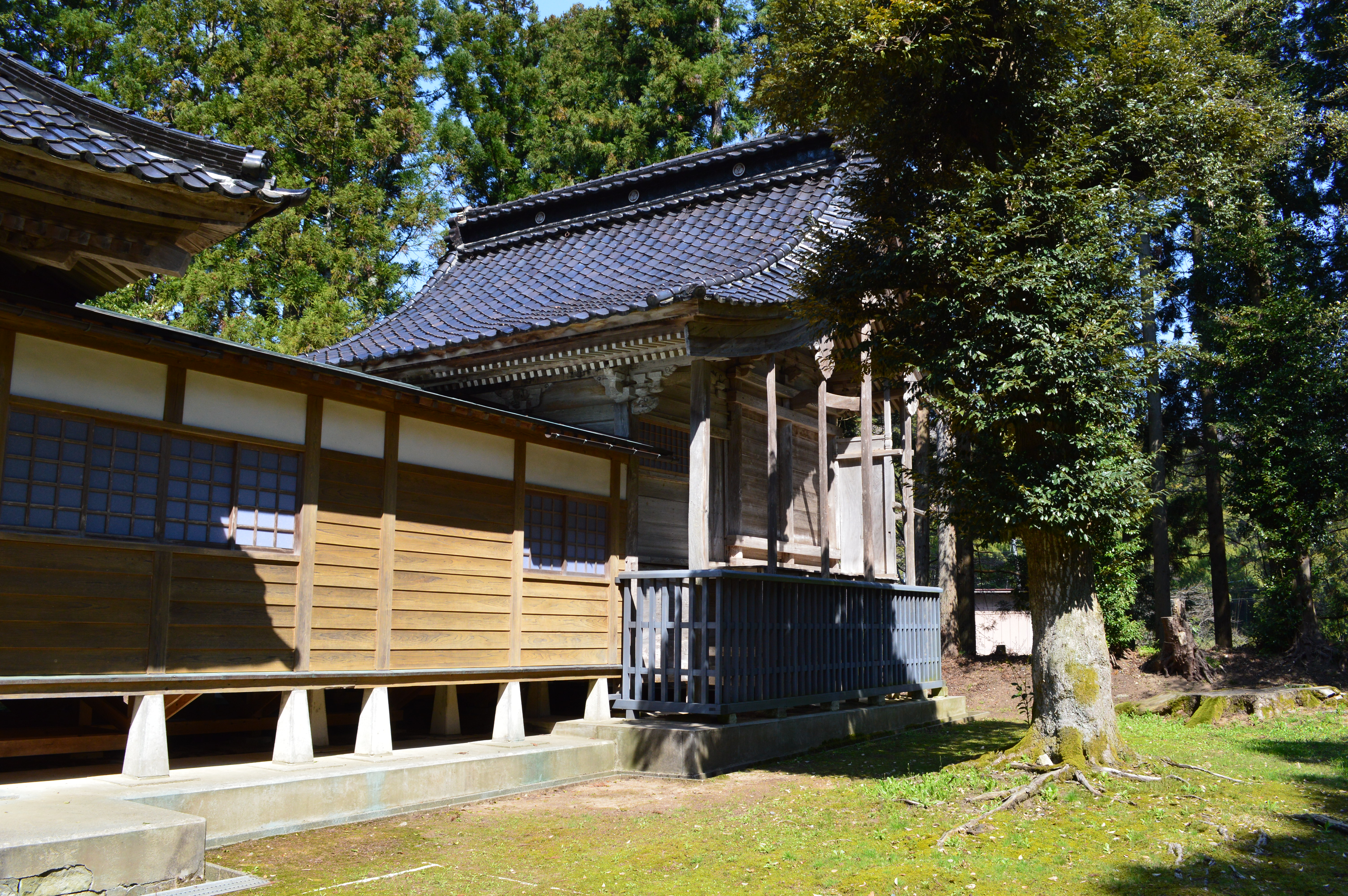
本殿（県指定文化財）

本殿は三間社流造で、桟瓦葺。室町時代後期の15世紀後期頃の造営と見られている。古くは独立社殿であったが、現在は全面に幣殿が接続しており、向拝は板壁で建て込んでいる。十日町市の来迎寺愛宕堂（1713年建立）と虹梁絵様がよく似ることから、向拝はこの時期の改造と見られている。この本殿は新潟県指定文化財に指定されている。
また、境内には天明義民の碑が建てられている。

## 祭事
例祭は4月9日（春）・9月14日（秋大祭）の年2回。
また特殊神事として、次の祭がある。
- 御弓始祭 （2月7日）
祈年祭に先立ち、祭神が国土平定をなしたという故事に倣って山野の獣を射て五穀豊穣を祈願する祭。
- 栄呂祭（さかえろさい） （3月9日）
「栄えろ栄えろ」と氏子の繁栄を祈願して跳躍する祭。刈羽村の見日神社までその声が届けば豊作になるという。
- 神幸祭 （3月初卯日）
前夜に宮司宅に獅子頭・猿田彦面を勧請したのち、当日に祭典、村内一巡の祭を行う祭。
- 初穂講祭 （11月23日）
献米を受けて新穀を感謝する祭。

## 文化財

### 新潟県指定文化財
- 有形文化財[6]
  - 本殿（建造物）
昭和61年3月28日指定。
  - 経櫃 応永十五年銘 2合（工芸品）
令和6年3月26日指定[7]。
  - 木造狛犬 2躯（彫刻）
室町時代の作と見られる狛犬[5]。桂材製で、阿形は像高62センチメートル、吽形は像高60センチメートル[5]。咽喉の長さ・胸の張りの小ささ・顔の幅の小ささなどといった室町期の特徴を有しており、材質・構造から当地方での作と見られている[5]。昭和48年3月9日指定。

### 柏崎市指定文化財
- 有形文化財[8]
  - 物部神社の大般若波羅密多経（書跡） - 443巻[3]。昭和44年9月1日指定。
  - 物部神社の版本五部大乗経（書跡） - 157巻[3]。昭和44年9月1日指定。
  - 物部神社古絵図（古文書） - 昭和44年9月1日指定。
  - 物部神社太古絵図面（古文書） - 昭和44年9月1日指定。
  - 物部神社々領 徳川将軍家代々朱印状（近世文書） - 昭和44年9月1日指定。
- 無形文化財[9]
  - 物部神社の太夫舞 - 昭和55年6月12日指定。
- 史跡[10]
  - 二田城跡 - 昭和44年9月1日指定。

なお、「物部神社の納経の唐櫃」が昭和44年9月1日に柏崎市指定有形文化財に指定されていた（現在は新潟県指定有形文化財）。

## 二田城
物部神社背後の滝沢山には「二田城」と称される城跡が残る。この城跡は「二田城跡」として柏崎市の史跡に指定されている。
この城は、当初は物部神社の神官が「長橋城」として築き神領警備に使用したが、後世に上杉家武将の須田長義がこの城に移った際に「刈瀬城」と改めたという。そして子・須田長茂が三ツ山城へ移転したというが、いずれも年代は不詳。以上のほか、元井玄蕃頭が城主であるという伝を載せる文書もある。

## 現地情報
所在地
- 新潟県柏崎市西山町二田602

交通アクセス
- 最寄駅：JR越後線 礼拝駅 （徒歩約16分）
  - 地名「礼拝（らいはい）」は、物部神社の礼拝所があったことに由来する。